# مک‌کون (کانزاس)
مک‌کون (به انگلیسی: McCune) شهری در ایالت کانزاس کشور ایالات متحده آمریکا است که جمعیت آن در سرشماری سال ۲۰۱۰ میلادی، ۴۰۵ نفر بوده‌است.